# Gijsbert van Tienhoven

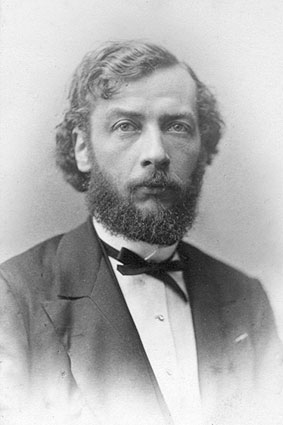
Gijsbert van Tienhoven

Gijsbert van Tienhoven (* 12. Februar 1841 in De Werken, Noord-Brabant; † 10. Oktober 1914 in Bentveld bei Zandvoort) war ein niederländischer Politiker und Rechtswissenschaftler.

## Leben
Gijsbert van Tienhoven studierte zuerst Theologie, dann die Rechte in Utrecht und war dann von 1869 bis 1874 Professor der Rechtsgeschichte am Athenaeum Illustre Amsterdam. Von 1874 bis 1879 war er Beigeordneter sowie von 1880 bis 1891 Bürgermeister von Amsterdam und suchte in dieser Eigenschaft die Blüte dieser Stadt durch große Hafen- und Bauwerke zu heben. Er war auch 1877 der eigentliche Stifter der Universität von Amsterdam. Im August 1891 wurde Tienhoven Regierungschef eines liberalen Kabinetts und nahm zudem das Amt des Außenministers war. Im Mai 1894 wurde er von Joan Röell abgelöst.